# Dong Zhao
Dong Zhao (156-236) Conseiller du ministre chinois Cao Cao au début du IIIe siècle. 
Il servit d’abord Yuan Shao puis Zhang Yang et en l’an 196, il vint rejoindre l’Empereur Xian en tant que secrétaire des Han. Il recommanda à Cao Cao de déménager la capitale à Xuchang, ce qui fut approuvé. Peu après il fut nommé Magistrat de Luoyang. 
Plus tard, à titre de Conseiller Supérieur, il proposa à Cao Cao le titre de Duc des Wei et l’honneur fut accepté. En l’an 219, alors Premier Secrétaire, il conseilla à Cao Cao un plan pour vaincre Guan Yu à Fancheng qui fut couronné de succès. 
Tout au long de sa vie, il contribua, par ses positions politiques, à affaiblir la dynastie Han et fit croître l’influence de Cao Cao.